# Аличе Бел Коле
Аличе Бел Коле (итал. Alice Bel Colle) је насеље у Италији у округу Алесандрија, региону Пијемонт.
Према процени из 2011. у насељу је живело 263 становника. Насеље се налази на надморској висини од 403 м.

## Становништво
Према резултатима пописа становништва 2011. у општини је живело 774 становника.
| 1931. | 1936. | 1951. | 1961. | 1971. | 1981. | 1991. | 2001. | 2011. |
| ----- | ----- | ----- | ----- | ----- | ----- | ----- | ----- | ----- |
| 1.920 | 1.835 | 1.600 | 1.337 | 1.051 | 887   | 852   | 786   | 774   |